# Retrato de mujer noble con un enano
Retrato de mujer noble con un enano es un retrato de c.1606 pintado por Pedro Pablo Rubens. Probablemente muestra a María Grimaldi, hija de Carlo Grimaldi, el marqués que en 1607 prestó su villa en Sampadierna a Rubens y su patrón Vincenzo Gonzaga, duque de Mantua. La pintura pertenece a la National Trust, como parte de su propiedad Kingston Lacy.
Forma parte de una serie de retratos femeninos sedentes, innovadores para la época, en que Rubens, inspirándose en Tiziano y Tintoretto, muestra a las damas suntuosamente vestidas con ricas arquitecturas o terrazas a jardines como fondo. Aquí, la joven es acompañada de un sirviente enano, que aparta una cortina dejando pasar la luz y revelando la arquitectura de una columnata corintia abierta a un jardín, con una enredadera subiendo por la columna más cercana, y su perrito, en cuyo collar aparecen las iniciales AM.